# Rusko-americká společnost
Rusko-americká společnost (rusky Российско-американская компания, anglicky Russian-American Company) byla ruská polostátní obchodní a koloniální společnost aktivní v letech 1799 až 1888. K jejímu založení podstatně přispěl ruský mořeplavec Grigorij Šelechov (nověji psán Šelichov) a nadšenec do kolonizace Nikolaj Rezanov, který koloniální ambice společnosti finančně podporoval. Její činnost tehdy schválil car Pavel I. Petrovič, který ji tímto krokem mj. svěřil obchodní právo i správu zámořských držav. Společnost operovala hlavně na poloostrově Aljaška, ale angažovala se i na Havaji, kde se zasloužila o založení několika koloniálních osad, ze kterých se dochovala pouze Alžbětina pevnost. V rámci obchodu hrála významnou roli v Kalifornii, kde zřídila osadu a obchodní stanici Fort Ross.

## Název společnosti

Vlajka Rusko-americké společnosti

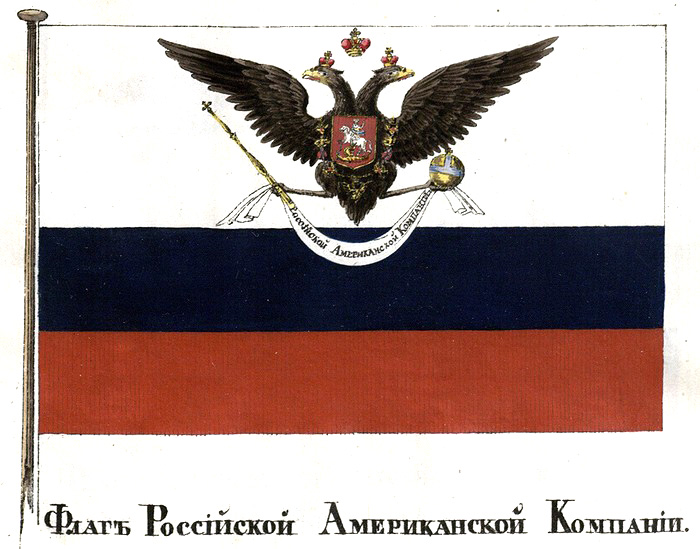
Vlajka Rusko-americké společnosti (jiná varianta)

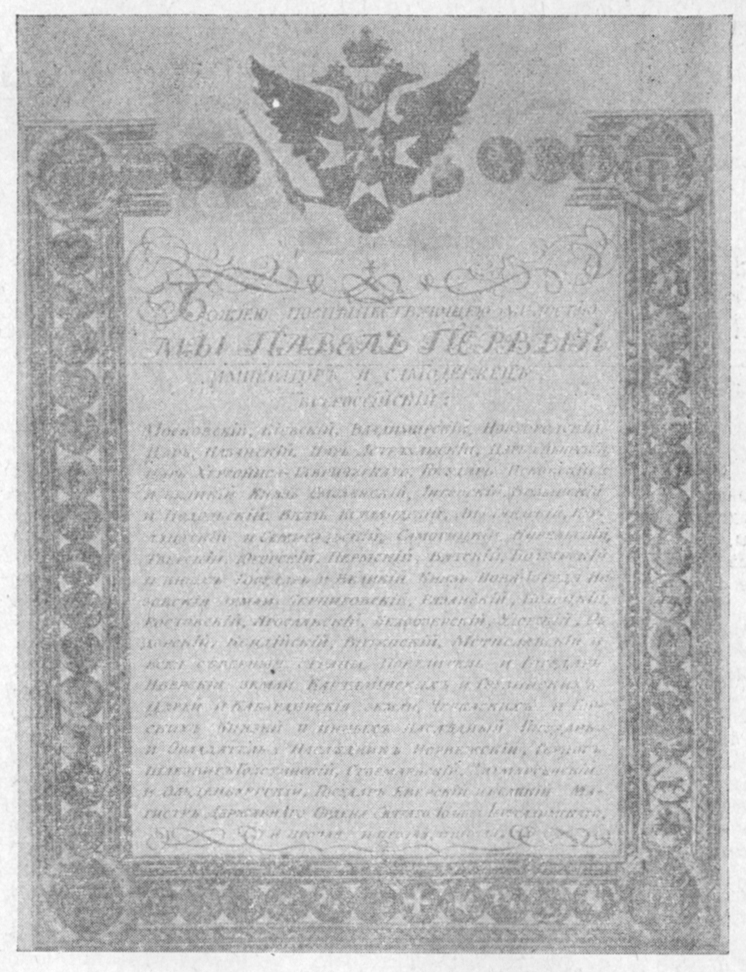
Carská záštita podepsaná carem Pavlem I.

Celým názvem se společnost jmenovala Rusko-americká společnost pod nejvyšším patronátem Jeho Carského Veličenstva (rusky Под Высочайшим Его Императорского Величества покровительством Российская-aмериканская компания), ale v praxi se její název běžně zkracoval jako RAK (rusky PАК). Dříve se název společnosti psal s velkým A, tedy Rusko-Americká (rusky Российско-Американская). Od toho se však po reformě ruského pravopisu v roce 1917 opustilo. Nicméně některé ruskojazyčné prameny tento způsob zápisu do dnešních dní stále používají.

## Vlajka společnosti
Rusko-americká společnost byla první polostátní institucí, které ruská vláda udělila specifickou vlajku. Do té doby se všechny společnosti, včetně soukromých, musely reprezentovat pod vlajkou carského Ruska. Vlajka byla schválena carem Alexandrem I. Pavlovičem a téhož roku vstoupila v platnost. Zaměstnancům společnosti bylo řečeno, aby ji používali jako námořní a válečnou vlajku, nicméně byla využívána i pro diplomatické účely. Vlajku tvořily tři pruhy ve stejných barvách i pořadí jako má vlajka ruská, avšak horní bílý pruh byl výrazně širší. Na bílém pruhu byl umístěn dvojhlavý orel, jenž v drápech držel bílou stuhu, částečně zasahující do modrého pruhu, s nápisem Rusko-americká společnost (tehdejší dobovou ruštinou Россiйской Американской компанiи) a carské klenoty. Na orlí hrudi byl rudý štít se symbolem svatého Jiří. Poloha orla byla buď uprostřed „plátna“, anebo mírně posunuta do jeho levého rohu (viz obrázky vlajek). Ze začátku si společnost pro vytváření svých symbolů najímala mnoho umělců, později však od tohoto upustila.

## Historie
V první polovině 18. století Rusové již o Aljašce, tehdy pro ně známé jako „území ležící východně od Kamčatky“, věděli z Beringových expedicí. Kvůli extrémním podmínkám a poměrně velké vzdálenosti se dokázaly na Aljašce prosadit pouze dvě společnosti. Jedna z nich patřila právě Grigoriji Šelechovovi a druhá rusko-jakutskému obchodníkovi jménem Pavel Lebeděv-Lastočkin. Mezi oběma společnostmi panovala téměř nikdy nekončící rivalita. Ta však skončila roku 1798, kdy Lebeděv-Lastočkin americký světadíl zcela opustil. Během této doby už byl Šelechov tři roky po smrti, avšak ještě před ní stihl předat svoji funkci Alexandru Baranovovi. Šelechov se ještě za jeho života na ruské kolonizaci Aljašky aktivně podílel a přispěl k ní založením mnoha osad, např. Sankt Pavel (rusky Санкт Павел) na ostrově Kodiak, navazoval obchodní vztahy s Aleutskými ostrovy a Kurilskými ostrovy a vedl průzkumné plavby, čímž položil základy pro vybudování společnosti, a tak je považován za jejího zakladatele navzdory tomu, že společnost byla oficiálně registrována až roku 1799.
Oficiálně vznikla Rusko–americká společnost 8. července 1799, kdy car Pavel I. podepsal dokument o jejím zřízení pod carskou záštitou. Z obchodní společnosti carských kupců se tak stala polostátní organizace, jejímž politickým cílem byla expanze Ruska a v důsledku přeměna severní části Tichého oceánu na ruské „vnitřní moře“.
Po oficiální registraci společnost začala nabírat na síle a sloužila jako nástroj pro rozvoj a kolonizaci Nového světa. Zpočátku fungovala jako monopolní sdružení několika obchodníků ze Sibiře, a tak rychle získala monopol na rybolov, obchod s kožešinami, dřevo a podobně. Tímto způsobem byla odstraněna konkurence a ruské cíle v Severní Americe mohly být uskutečňovány plynuleji. Akcionáři společnosti, mezi které patřili také členové carské rodiny, dokázali po krátké době dosáhnout značných zisků. V rámci tohoto obchodního monopolu šla třetina zisků do pevninské Ruské říše. Monopol mohl být obnovován každých 20 let.
Společnost prosperovala až do 20. letech 19. století, kdy se vyskytly první problémy. Ne všem se ruské zájmy zamlouvaly a např. roku 1817 byli Rusové vyhnáni z Havaje místními obyvateli a americkými konkurenčními společnostmi. Pro Rusko-americkou společnost, která vynaložila velké jmění pro rozvoj oblasti, to znamenalo velkou ekonomickou ránu. Stejný osud společnost potkal i v Kalifornii, kde ležela koloniální osada Fort Ross. Zde z jihu rozšiřovalo své území Mexické císařství, pro které byla ruská kolonie trnem v oku a kvůli možnému konfliktu se ji Rusové rozhodli prodat Spojeným státům v domnění, že je zisk lepší než riskovat roztržku s Mexikem. Navíc Rusové ve svých koloniích často kvůli lovu tamější populaci zvěře snížili natolik, že se mnohé druhy v oblasti ocitly na pokraji vyhynutí, tudíž obchod s Američany byl v té době pro ruské kolonizátory výhodný. Příkladem živočicha, který v okolí Fort Rossu téměř vyhynul, může být mořská vydra, která byla lovena pro svou kožešinu, která nebyla žádaná jenom v jejich domovině, ale i např. v Číně a Oceánii. Podobný osud čekal i ruskou Aljašku, které hrozilo britské nebezpečí z Kanady, která s ní sdílí hranice. V případě konfliktu nebyli Rusové schopni Aljašku dostatečně zásobovat, tudíž se rozhodli, že výhodnější bude opět kolonii prodat Spojeným státům americkým. 18. října 1867 byla tedy celá Aljaška (území o rozloze 1 518 800 km², cca 19× větší rozloha ČR) předána americké straně.
Po koupi Aljašky Rusko-americká společnost začala bez zámořských držav postrádat význam, a tak byla roku 1867 její činnost formálně ukončena. Zanikla však až roku 1881, nicméně její bývalí zaměstnanci byli společností vyplácení až do roku 1888. V 80. letech 19. století byla její aktiva prodána americké firmě Hutchinson, Kohl & Company ze San Francisca, která ji přejmenovala na Aljašskou obchodní společnost (anglicky Alaska Commercial Company). Ta provozovala svou činnost až do roku 1992, kdy byla odkoupena kanadskou společností The North West Company.

## Rusko–americká společnost v literatuře
Historii Aljašky v době vzniku Rusko–americké společnosti se věnoval Ivan Fedorovič Kratt (1899–1950). Román Baranovův ostrov vyšel česky v roce 1953 (Melantrich) a 1956 (Práce). Krattův román o Baranovovi Lodi plují k Baranovu vycházel 19. 10. 1947 – 27. 1. 1948 na pokračování v Rudém právu.